# Кавальо-д’Агонья
Кавальо-д'Агонья (итал. Cavaglio d'Agogna) — коммуна в Италии, находится в регионе Пьемонт, в провинции Новара.
Население составляет 1282 человека (2008), плотность населения составляет 142 чел./км². Занимает площадь 9 км². Почтовый индекс — 28010. Телефонный код — 0322.
Покровительницей коммуны почитается Пресвятая Богородица, празднование 16 июля.

## Демография
Динамика населения:

## Администрация коммуны
- Официальный сайт: http://www.comune.cavagliodagogna.no.it/ Архивная копия от 12 июля 2010 на Wayback Machine